# 磺胺醋酰
磺胺醋酰（Sulfacetamide），是一种磺胺类人工合成抗菌药，主要通过局部用药治疗局部感染，也可以口服用于治疗泌尿道感染。

## 特性
磺胺醋酰室温下呈白色，水溶性强。磺胺醋酰的药物活性在磺胺类药物中处于较低水平。人口服后，磺胺醋酰能得到很好吸收，其半衰期大约是9小时，大约70%服用的磺胺醋酰会以未代谢状态经尿液排出:341。
磺胺醋酰对大部分的革兰氏阴性菌和革兰氏阳性菌有杀灭作用。磺胺醋酰杀灭细菌的机理和其他的磺胺类药物相似。细菌的正常生长依赖叶酸的合成，合成通路中，对氨基苯甲酸（PABA）是一种必需的前体。而磺胺醋酰结构与对氨基苯甲酸相似，因而可以和对氨基苯甲酸竞争，对叶酸的合成进行抑制。
磺胺醋酰的钠盐磺胺醋酰钠亦是一种抗菌药物，可以用于治疗皮肤感染。

## 临床
磺胺醋酰主要通过局部用药的方式（比如皮肤涂抹、滴眼液滴眼）治疗局部感染，如皮肤感染。此外，口服磺胺醋酰亦是一种过去使用的治疗泌尿道感染的方法。磺胺醋酰可能产生的副作用和磺胺类药物的典型副作用类似:341。